# COREST
| Sigles de 2 caractères   |
| Sigles de 3 caractères   |
| Sigles de 4 caractères   |
| Sigles de 5 caractères   |
| ► Sigles de 6 caractères |
| Sigles de 7 caractères   |
| Sigles de 8 caractères   |

## Sigle
COREST est un sigle qui signifie Comité régional des services de transport.
C'est une « instance de concertation, un lieu d’information et d’échanges, sur la vie du réseau [de transport] régional ».